# Kongenitale Nebennierenhyperplasie
Die kongenitale Nebennierenhyperplasie oder kongenitale adrenale Hyperplasie (CAH) ist eine Gruppe seltener angeborener Erkrankungen mit den Hauptmerkmalen Nebennierenhyperplasie mit Nebenniereninsuffizienz, Mangel eines steroidbildenden Enzymes mit verminderten oder erhöhten Androgenen (Hyperandrogenämie) bis zum Adrenogenitalen Syndrom.
Die Erstbeschreibung stammt aus dem Jahre 1865 durch den neapolitanischen Anatomen Luigi De Creccio, die Zuordnung als angeborene Stoffwechselstörung erfolgte im Jahre 1956 durch die US-amerikanischen Endokrinologen Walter R. Eberlein und Alfred M. Bongiovanni.

## Verbreitung
Die Häufigkeit wird mit 1 – 9 auf 100.000 angegeben, die Vererbung erfolgt autosomal-rezessiv.
Die häufigste Form ist die Klassische 21-OHD CAH und deren Unterformen mit Salzverlust bzw. einfach virilisierend.

## Klassifikation
Je nach klinischem Bild, zugrunde liegender Mutation und Stoffwechselstörung können folgende Typen unterschieden werden:
- Kongenitale lipoide Nebennierenhyperplasie durch STAR-Mangel, Synonym: Adrenogenitales Syndrom Typ I
- CAH durch 3-beta-Hydroxysteroid-Dehydrogenase-Mangel, Synonym: Adrenogenitales Syndrom Typ II
- Klassische 21-OHD CAH, Synonyme: Adrenogenitales Syndrom Typ III; Nebennierenhyperplasie, kongenitale, durch 21-Hydroxylase-Mangel, klassische Form
- Klassische 21-OHD CAH, mit Salzverlust
- Klassische 21-OHD CAH, einfach virilisierend
- CAH durch 11-beta-Hydroxylase-Mangel, Synonyme: CYP11B1-Mangel; Nebennierenhyperplasie, kongenitale, durch 11-beta-Hydroxylase-Mangel; Adrenogenitales Syndrom Typ IV
- CAH durch 17-alpha-Hydroxylase-Mangel, Synonyme: Adrenogenitales Syndrom Typ V; Kombinierter 17-Hydroxylase/17,20-Lyase-Mangel; Nebennierenhyperplasie, kongenitale, durch 17-alpha-Hydroxylase-Mangel
- Cytochrom-POR-Mangel, Synonyme: Nebennierenhyperplasie, kongenitale, durch Cytochrom-POR-Mangel; Nebennierenhyperplasie, kongenitale, durch Cytochrom-POR-Mangel; POR-Mangel; PORD

## Differentialdiagnose
Abzugrenzen sind andere Ursachen einer Nebennierenhyperplasie wie Tumor des Eierstocks oder der Nebennieren sowie das Polyzystische Ovar-Syndrom.

## Therapie
Die Behandlung besteht aus einer lebenslangen Hormonersatztherapie.